# Häggnässjön
Häggnässjön är en sjö i Umeå kommun i Västerbotten och ingår i Hörnåns huvudavrinningsområde. Sjön har en area på 0,294 kvadratkilometer och ligger 33 meter över havet. Vid provfiske har abborre fångats i sjön.

## Delavrinningsområde
Häggnässjön ingår i det delavrinningsområde (707000-170267) som SMHI kallar för Nedlagd mätstation. Medelhöjden är 41 meter över havet och ytan är 28,92 kvadratkilometer. Räknas de 42 avrinningsområdena uppströms in blir den ackumulerade arean 388,8 kvadratkilometer. Avrinningsområdets utflöde Hörnån mynnar i havet. Avrinningsområdet består mestadels av skog (75 procent). Avrinningsområdet har 0,29 kvadratkilometer vattenytor vilket ger det en sjöprocent på 0,9 procent. Bebyggelsen i området täcker en yta av 1,28 kvadratkilometer eller 4 procent av avrinningsområdet.